# ترینوی (اوهایو)
ترینوی (به انگلیسی: Trinway) یک منطقهٔ مسکونی در ایالات متحده آمریکا است که در شهرستان ماسکینگام، اوهایو واقع شده‌است. ترینوی ۲۲۳ متر بالاتر از سطح دریا واقع شده‌است.